# Francuska intervencija u Meksiku
Francuska intervencija u Meksiku, poznata i kao Francusko-meksički rat i Maksimilijanova afera, je bila intervencija europskih država na čelu s Francuskom koje su zaratile s Meksikom, nakon što je meksički predsjednik Benito Juárez 1861. proglasio sve vanjske dugove Meksika ukinutima. Francuska, Velika Britanija i Španjolska poslale su svoje vojske u Meksiko da silom utjeraju dugove. Iako su se Španjolska i Velika Britanija povukle iz sukoba, Francuska predvođena Napoleonom III. je nastavila s borbom te do 1863. osvojila Mexico City, te je sljedeće godine proglašeno Drugo Meksičko Carstvo, kojem je za vladara postavljen austrijski nadvojvoda Maksimilijan, od tada zvan Maksimilijan I. meksički. Juárez se tada okrenuo gerilskom ratovanju protiv Francuza i njihovih meksičkih suradnika.
Maksimilijanova vlast bila je preliberalna da bi dobila širu podršku meksičkih monarhista, a ipak prerojalistička da bi dobila potporu meksičkih liberala i republikanaca. Po završetku Američkog građanskog rata u travnju 1865., Juárezom predvođeni republikanci počeli su dobivati aktivnu vojnu pomoć od SAD-a. 1866. francuska se vojska povukla iz Meksika. 1867. Maksimilijanova Meksička carska vojska je poražena a Maksimilijan je zarobljen. 19. lipnja 1867. Maksimilijan je strijeljan što označava konačnu pobjedu republikanaca u ratu.